# Classe H (sommergibile Regno Unito)
La classe H fu una classe di sommergibili costieri composta da 42 unità entrate in servizio tra il 1915 e il 1919. Realizzate da un gran numero di costruttori diversi in Canada, Stati Uniti d'America e Regno Unito sul modello generale del Tipo Holland 602, sei unità furono acquistate dalla marina militare cilena mentre le altre entrarono in servizio con la Royal Navy britannica e con la Royal Canadian Navy, prestando servizio durante la prima guerra mondiale principalmente nelle acque delle isole britanniche e nel mare Adriatico; la maggior parte delle unità venne radiata durante il primo dopoguerra, ma alcune continuarono a prestare servizio con la Royal Navy durante le fasi iniziali della seconda guerra mondiale, principalmente come battelli d'addestramento.

## Unità
La classe H si compone di tre gruppi distinti di unità: i primi due, benché realizzati da costruttori diversi in Canada e Stati Uniti, tendevano a presentare le medesime caratteristiche tecniche, mentre quelli del terzo gruppo realizzati dai cantieri britannici erano leggermente più lunghi e avevano di conseguenza un maggior dislocamento e differenti valori di velocità. L'apparato propulsivo era identico per tutti i gruppi, basato come era su un motore diesel da 480 hp per la navigazione in emersione e due motori elettrici da 620 hp per quella in immersione; identico anche l'armamento, basato su quattro tubi lanciasiluri da 457 mm fissi in prua: le quattro unità che prestarono servizio in Adriatico ricevettero poi anche un cannone Hotchkiss 57 mm montato davanti alla torretta.

### Gruppo 1
La realizzazione delle unità del primo gruppo fu ordinata nel 1915 dal governo britannico al Canada a causa dello stato di congestione in cui versavano i cantieri del Regno Unito, impegnati al massimo per realizzare nuove unità e mantenere in efficienza quelle già entrate in servizio; i battelli furono realizzati nei cantieri della Canadian Vickers di Montréal.
- H1: entrato in servizio il 26 maggio 1915, venduto per la demolizione il 7 marzo 1921.
- H2: entrato in servizio il 4 giugno 1915, venduto per la demolizione il 7 marzo 1921.
- H3: entrato in servizio il 3 giugno 1915, affondato il 15 luglio 1916 per l'urto con una mina nelle Bocche di Cattaro.
- H4: entrato in servizio il 4 giugno 1915, venduto per la demolizione il 30 novembre 1921.
- H5: entrato in servizio nel giugno 1915, affondato il 2 marzo 1918 dopo essere stato speronato da un mercantile.
- H6: entrato in servizio il 10 giugno 1915, arenatosi sulla costa di Schiermonnikoog nei Paesi Bassi e venduto alla marina militare olandese il 4 maggio 1917, acquisendo il nome di O 8; catturato dopo l'invasione tedesca dei Paesi Bassi fu reimmesso in servizio con la Kriegsmarine come U-D1 per poi autoaffondarsi a Kiel il 3 maggio 1945.
- H7: entrato in servizio nel giugno 1915, venduto per la demolizione nel 1921.
- H8: entrato in servizio nel giugno 1915, venduto per la demolizione nel novembre 1921.
- H9: entrato in servizio nel giugno 1915, venduto per la demolizione nel novembre 1921.
- H10: entrato in servizio nel giugno 1915, scomparso in missione il 19 gennaio 1918 nel Mare del Nord.

### Gruppo 2
Le unità del secondo gruppo furono commissionate, in contemporanea a quelle del primo gruppo, al cantiere Fore River Shipyard di Quincy, negli Stati Uniti all'epoca ancora neutrali; quando il governo statunitense venne a conoscenza della commessa ordinò in sequestro di tutte le unità già completate, rilasciandole poi solo quando gli Stati Uniti stessi entrarono in guerra nel 1917. Sei unità di questo gruppo furono vendute dal Regno Unito al Cile come compensazione per altrettante unità navali cilene in costruzione in Gran Bretagna sequestrate dai britannici al momento della loro entrata in guerra nel 1914; due furono vendute al Canada alla fine della prima guerra mondiale.
- H11: entrato in servizio nel 1915, venduto per la demolizione il 20 ottobre 1920.
- H12: entrato in servizio nel 1915, venduto per la demolizione nell'aprile 1920.
- H13: entrato in servizio il 2 luglio 1915, venduto al Cile nel 1917 e rinominato Guacolda, demolito nel 1949.
- H14: entrato in servizio il 3 luglio 1915, venduto al Canada nel giugno 1919 e rinominato CH-14, demolito nel 1927.
- H15: entrato in servizio nel luglio 1915, venduto al Canada nel febbraio 1919 e rinominato CH-15, demolito nel 1927.
- H16: entrato in servizio nel luglio 1915, venduto al Cile nel 1917 e rinominato Tegualda, demolito nel 1945.
- H17: entrato in servizio nel luglio 1915, venduto al Cile nel 1917 e rinominato Rucumilla, demolito nel 1945.
- H18: entrato in servizio nel luglio 1915, venduto al Cile nel 1917 e rinominato Guale, demolito nel 1945.
- H19: entrato in servizio nel luglio 1915, venduto al Cile nel 1917 e rinominato Quidora, demolito nel 1945.
- H20: entrato in servizio nel luglio 1915, venduto al Cile nel 1917 e rinominato Fresia, demolito nel 1945.

### Gruppo 3
Il terzo gruppo di unità, il più numeroso, fu commissionato a svariati cantieri navali britannici nel 1917, visto che lo stato di congestione degli anni precedenti era stato risolto grazie alla disponibilità dei cantieri statunitensi nella realizzazione di nuove unità soprattutto mercantili; i costruttori furono la Vickers, la Cammell Laird, la Armstrong Whitworth e la William Beardmore and Company.

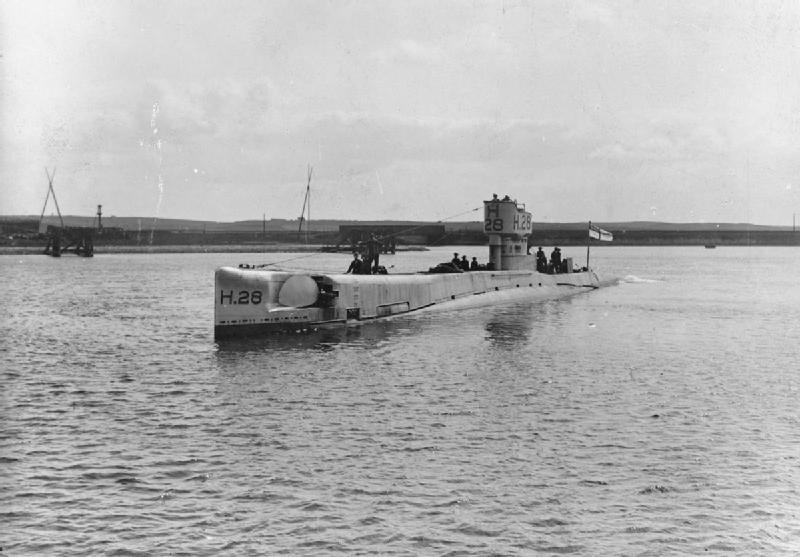
Il sommergibile H28 nel 1918 circa

- H21: entrato in servizio nel gennaio 1918, venduto per la demolizione il 26 luglio 1926.
- H22: entrato in servizio il 6 novembre 1918, venduto per la demolizione il 19 febbraio 1929.
- H23: entrato in servizio il 25 maggio 1918, venduto per la demolizione il 4 maggio 1934.
- H24: entrato in servizio il 30 aprile 1918, venduto per la demolizione il 4 maggio 1934.
- H25: entrato in servizio il 16 luglio 1918, venduto per la demolizione il 19 febbraio 1929.
- H26: entrato in servizio il 29 dicembre 1918, venduto per la demolizione il 30 agosto 1935.
- H28: entrato in servizio il 29 giugno 1918, venduto per la demolizione il 18 agosto 1944.
- H29: entrato in servizio il 14 settembre 1918, affondato in incidente a Devonport il 9 agosto 1926, recuperato e demolito il 7 ottobre 1927.
- H30: entrato in servizio il 19 ottobre 1918, venduto per la demolizione il 30 agosto 1935.
- H31: entrato in servizio il 21 febbraio 1919, affondato per l'urto con una mina il 24 dicembre 1941 nel golfo di Biscaglia.
- H32: entrato in servizio il 14 maggio 1919, venduto per la demolizione il 18 ottobre 1944.
- H33: entrato in servizio il 17 maggio 1919, venduto per la demolizione il 19 maggio 1944.
- H34: entrato in servizio il 10 settembre 1919, venduto per la demolizione nel luglio 1945.
- H41: entrato in servizio nel novembre 1918, affondato il 18 ottobre 1919 per una collisione nel porto di Blyth, recuperato e demolito il 12 marzo 1920.

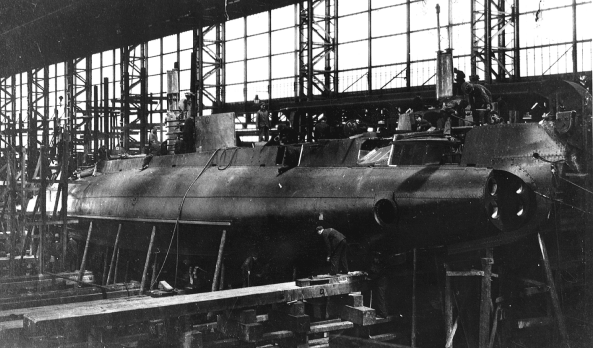
Un classe H in costruzione nel 1915

- H42: entrato in servizio il 1º maggio 1919, affondato il 23 marzo 1922 per una collisione al largo di Gibilterra.
- H43: entrato in servizio il 25 novembre 1919, venduto per la demolizione nel novembre 1944.
- H44: entrato in servizio il 15 aprile 1920, venduto per la demolizione nel febbraio 1945.
- H47: entrato in servizio il 25 febbraio 1919, affondato il 9 luglio 1929 per una collisione al largo di Milford Haven.
- H48: entrato in servizio il 23 giugno 1919, venduto per la demolizione il 30 agosto 1935.
- H49: entrato in servizio il 25 ottobre 1919, affondato da unità tedesche il 18 ottobre 1940 al largo di Texel.
- H50: entrato in servizio il 3 febbraio 1920, venduto per la demolizione nel luglio 1945.
- H51: entrato in servizio il 1º settembre 1919, venduto per la demolizione il 6 giugno 1924.
- H52: entrato in servizio il 16 dicembre 1919, venduto per la demolizione il 9 novembre 1927.

La costruzione di ulteriori due unità, H53 e H54, fu annullata prima del loro completamento.